# Fruchtwasserindex
Der Fruchtwasserindex (englisch Amniotic fluid index oder AFI) bezeichnet eine semiquantitative sonographische Messmethode zur Bestimmung der Fruchtwassermenge. Zur Messung wird der Bauch der Schwangeren in vier Quadranten aufgeteilt und in jedem Quadranten vertikal das größte Fruchtwasserdepot gemessen. Die vier Werte (in cm) werden dann aufsummiert. Die Einordnung, ob es sich um ein Polyhydramnion oder Oligohydramnion handelt, ist von der Schwangerschaftswoche abhängig. Maßgebend zur Diagnose eines Oligo- oder Polyhydramnions sind entsprechend die 5. und 95. Percentile der AFI-Tabelle. Nach dem Geburtstermin zeigt beispielsweise ein AFI unter 7 cm zu wenig Fruchtwasser an.
Eine alternative Bestimmung der Fruchtwassermenge stellt die vertikale Messung des größten Depots (SDP – single deepest pocket) dar, wobei als untere und obere Normgrenzen Werte von 2 bzw. 8 cm betrachtet werden. Gemäß einem Cochrane Review neige die Bestimmung des AFI im Vergleich zum SDP dazu, ein Oligohydramnion zu überdiagnostizieren, was zu einer häufigeren ärztlichen Intervention ohne signifikanten klinischen Vorteil führe. Andere Quellen betrachten die AFI-Messung als besser geeignet, oder sprechen keiner der beiden Methoden eine zuverlässig große Genauigkeit zu.